# Étigny (Yonne)
Étigny és un municipi francès, situat al departament del Yonne i a la regió de Borgonya - Franc Comtat. L'any 2007 tenia 757 habitants.

## Demografia

### Població
El 2007 la població de fet d'Étigny era de 757 persones. Hi havia 316 famílies, de les quals 88 eren unipersonals (32 homes vivint sols i 56 dones vivint soles), 116 parelles sense fills, 100 parelles amb fills i 12 famílies monoparentals amb fills.
La població ha evolucionat segons el següent gràfic:
Habitants censats

### Habitatges
El 2007 hi havia 394 habitatges, 322 eren l'habitatge principal de la família, 58 eren segones residències i 14 estaven desocupats. 369 eren cases i 23 eren apartaments. Dels 322 habitatges principals, 275 estaven ocupats pels seus propietaris, 43 estaven llogats i ocupats pels llogaters i 4 estaven cedits a títol gratuït; 2 tenien una cambra, 21 en tenien dues, 74 en tenien tres, 101 en tenien quatre i 124 en tenien cinc o més. 258 habitatges disposaven pel capbaix d'una plaça de pàrquing. A 148 habitatges hi havia un automòbil i a 146 n'hi havia dos o més.

### Piràmide de població
La piràmide de població per edats i sexe el 2009 era:
| Homes | Edats   | Dones |
| ----- | ------- | ----- |
| 0     | 95 o +  | 0     |
| 4     | 90 a 94 | 4     |
| 0     | 85 a 89 | 0     |
| 4     | 80 a 84 | 8     |
| 16    | 75 a 79 | 4     |
| 4     | 70 a 74 | 16    |
| 20    | 65 a 69 | 36    |
| 36    | 60 a 64 | 20    |
| 16    | 55 a 59 | 16    |
| 36    | 50 a 54 | 28    |
| 24    | 45 a 49 | 24    |
| 28    | 40 a 44 | 28    |
| 29    | 35 a 39 | 16    |
| 20    | 30 a 34 | 17    |
| 40    | 25 a 29 | 32    |
| 12    | 20 a 24 | 20    |
| 24    | 15 a 19 | 16    |
| 16    | 10 a 14 | 16    |
| 12    | 5 a 9   | 29    |
| 21    | 0 a 4   | 12    |

## Economia
El 2007 la població en edat de treballar era de 476 persones, 351 eren actives i 125 eren inactives. De les 351 persones actives 317 estaven ocupades (169 homes i 148 dones) i 34 estaven aturades (19 homes i 15 dones). De les 125 persones inactives 55 estaven jubilades, 35 estaven estudiant i 35 estaven classificades com a «altres inactius».

### Ingressos
El 2009 a Étigny hi havia 329 unitats fiscals que integraven 770 persones, la mediana anual d'ingressos fiscals per persona era de 19.600,5 €.

### Activitats econòmiques
Dels 34 establiments que hi havia el 2007, 1 era d'una empresa extractiva, 1 d'una empresa alimentària, 1 d'una empresa de fabricació de material elèctric, 1 d'una empresa de fabricació d'elements pel transport, 3 d'empreses de fabricació d'altres productes industrials, 3 d'empreses de construcció, 5 d'empreses de comerç i reparació d'automòbils, 6 d'empreses de transport, 1 d'una empresa d'hostatgeria i restauració, 2 d'empreses financeres, 1 d'una empresa immobiliària, 6 d'empreses de serveis, 1 d'una entitat de l'administració pública i 2 d'empreses classificades com a «altres activitats de serveis».
Dels 3 establiments de servei als particulars que hi havia el 2009, 1 era un taller de reparació d'automòbils i de material agrícola, 1 paleta i 1 fusteria.
L'únic establiment comercial que hi havia el 2009 era una fleca.
L'any 2000 a Étigny hi havia 5 explotacions agrícoles.

## Equipaments sanitaris i escolars
El 2009 hi havia una escola elemental integrada dins d'un grup escolar amb les comunes properes formant una escola dispersa.

## Poblacions més properes
El següent diagrama mostra les poblacions més properes.